# Primera Galicia
La Primera Futgal (en gallego: Primeira Futgal) es la séptima categoría del sistema de ligas de fútbol masculino en Galicia. Constituye el nivel posterior a la Preferente Galicia. Su organización corre a cargo de la Real Federación Gallega de Fútbol. Consta de 6 grupos, con 18 equipos cada uno, distribuidos por proximidad geográfica. Su estatus es amateur.

## Denominaciones
- Primera Regional (hasta 2006)
- Primera Autonómica (2006-2016)
- Primera Galicia (desde 2016)
- Primera Futgal (desde 2024)

## Sistema de competición
La liga consiste en cinco grupos (La Coruña-Ferrol y Pontevedra) de 18 equipos cada uno. 
El sistema de competición es el mismo que en el resto de categorías de la Liga. Se disputa anualmente, empezando a finales del mes de agosto o principios de septiembre, y concluye en el mes de mayo o junio del siguiente año.
Los equipos de cada grupo se enfrentan todos contra todos en dos ocasiones, una en campo propio y otra en campo contrario. El orden de los encuentros se decide por sorteo antes de empezar la competición. El ganador de un partido obtiene tres puntos, el perdedor no suma ninguno y, en caso de un empate, se reparte un punto para cada equipo.
Al finalizar la liga, los primeros de cada grupo ascienden a Preferente Galicia. Los primeros de los grupos 1 y 2 juegan entre ellos para saber cual es el campeón. Los últimos clasificados descienden a Segunda Galicia.

## Equipos participantes
Los equipos participantes en la categoría durante la temporada 2023/24 son los siguientes:
| Grupo 1 (La Coruña-Ferrol) | Grupo 2 (Santiago-Costa) | Grupo 3 (Lugo) | Grupo 4 (Orense) | Grupo 5 (Pontevedra-Vigo) |
| --- | --- | --- | --- | --- |
| - Boimorto CF - CCRD Perlío - UD Carral - Cedeira SD - AD Club do Mar de Caión - SD Cultural Maniños - Relámpago SD - Laracha CF - SDC Órdenes - CD Narón - Sporting Meicende - Olímpico CF - Orillamar SD - Ural Español CF - SD O Val - SD Valdoviño - Sporting Cambre - Xuventude de Crendes CF | - SD Agolada - CD Baio - SR Calo - SD San Lorenzo - Cordeiro CF - SD Cruces - CF Dumbría - SD Esteirana - Flavia SD - CD Unión - Praíña Sporting C. - SD Negreira - Puebla FC - SD Fisterra - Bertamiráns FC - SD Tordoia - SD Valiño-Cabo da Cruz - CD Sport Team Estrada | - Portomarín FC - Atlético Escairón - SD Burela - Meira CF - Chantada Atlético - SD Chantada - CD Foz - ED Lourenzá - SD Monterroso - SD Outeiro de Rei - CD Guntín - SD Pol - Riotorto CF - SCD Milagrosa - CD Santaballés - SD Guitiriz - Taboada CF - UD Xove Lago | - Verín CF - CD Maceda - UD Barbadás B - ACD Cartelle - Ribadavia Atlético - CF Loñoá - Maside FC - SD Melías - Monterrei CF - SD Nogueira de Ramuín - Cented Academy FS - A Peroxa CF - ACD Polígono San Cibrao - CDC Santa Teresita - CD Seixalbo - Sporting Carballiño - Sporting Celanova CF - CD Rúa | - UD Santa Mariña - SCD Atlántida Matamá - Atlético Cuntis - CD Arcade - Caldas CF - CD Beluso - Campo Lameiro CD - Moraña CF - CCD Chaín - UD Cobres Vilaboa - CD Pontellas - SCD Puentecaldelas - SDC San Adrián - San Martín CF - Racing de Castrelos CF - Tyde FC - ED Val Miñor - Umia CF |

## Historial
| Campeones de grupo | Campeones de grupo   | Campeones de grupo   | Campeones de grupo    | Campeones de grupo    | Campeones de grupo | Campeones de grupo | Campeones de grupo   | Campeones de grupo    |
| Temporada          | Grupo I-A (A Coruña) | Grupo I-B (A Coruña) | Grupo II-A (A Coruña) | Grupo II-B (A Coruña) | Grupo III (Lugo)   | Grupo IV (Ourense) | Grupo V (Pontevedra) | Grupo VI (Pontevedra) |
| ------------------ | -------------------- | -------------------- | --------------------- | --------------------- | ------------------ | ------------------ | -------------------- | --------------------- |
| 1990/91            | Vizoño SD            | UD Somozas           | Ulla SD               | CD Baio               | Ribadeo CF         | A Peroxa CF        | San Andrés CF        | CD Guillarey          |

| Campeones de grupo | Campeones de grupo | Campeones de grupo | Campeones de grupo    | Campeones de grupo    |
| Temporada          | Grupo I (A Coruña) | Grupo II (Lugo)    | Grupo III (Ourense)   | Grupo IV (Pontevedra) |
| ------------------ | ------------------ | ------------------ | --------------------- | --------------------- |
| 1991/92            | Laracha CF         | CD Quiroga         | A Peroxa CF           | SCD Poio              |
| 1992/93            | Sporting Zas       | SD Monterroso      | Puente Orense CF      | Rápido de Bouzas      |
| 1993/94            | Imperátor OAR      | Cospeito CF        | Sporting Amoeiro      | Juvenil de Ponteareas |
| 1994/95            | CD Baio            | CD Santaballés     | Polígono San Cibrao   | CD Pontellas          |
| 1995/96            | Español SD         | Sporting Pontenova | Sporting Celanova     | Sporting Guardés      |
| 1996/97            | SD Negreira        | CD Alfoz           | CD Barco              | CD Valladares         |
| 1997/98            | SD O Val           | Atlético Escairón  | Bentraces CF          | Marín CF              |
| 1998/99            | SCD Malpica        | SD Monterroso      | UP Taboadela          | Tyde FC               |
| 1999/00            | SDC Órdenes        | CD Santaballés     | Polígono San Cibrao   | Marín CF              |
| 2000/01            | Atlético Riveira   | CD Foz             | SD Nogueira de Ramuín | Gran Peña FC          |
| 2001/02            | Narón BP           | SDC San Lázaro     | Antela FC             | FC Cruceiro do Hío    |
| 2002/03            | Orillamar SD       | SD Sarriana        | CD Cea                | CD Choco              |
| 2003/04            | Flavia SD          | Iberia CF          | CD Ourense B          | Tomiño FC             |
| 2004/05            | Vizoño SD          | CD Quiroga         | CF Cortegada          | CD Estradense         |
| 2005/06            | Montañeros CF      | SD Burela          | CD Arenteiro          | Pontevedra CF B       |
| 2006/07            | Dubra SD           | SD Sarriana        | Antela FC             | CD Ribadumia          |
| 2007/08            | SR Calo            | SD Outeiro de Rei  | A Peroxa CF           | Marín CF              |
| 2008/09            | Mesón do Bento CF  | UD Xove Lago       | SD Nogueira de Ramuín | Juventud Cambados     |
| 2009/10            | Bertamiráns FC     | SD O Páramo        | A Peroxa CF           | Nigrán CF             |
| 2010/11            | Xallas CF          | SD Chantada        | Sporting Celanova     | Tomiño FC             |
| 2011/12            | Silva SD           | Club Lemos         | CD Arenteiro          | USD O Grove           |

| Campeones de grupo | Campeones de grupo        | Campeones de grupo          | Campeones de grupo | Campeones de grupo    | Campeones de grupo   |
| Temporada          | Grupo I (A Coruña-Ferrol) | Grupo II (Santiago-A Costa) | Grupo III (Lugo)   | Grupo IV (Ourense)    | Grupo V (Pontevedra) |
| ------------------ | ------------------------- | --------------------------- | ------------------ | --------------------- | -------------------- |
| 2012/13            | San Tirso SD              | Agrupación Estudiantil      | SDC Residencia     | SD Nogueira de Ramuín | Porriño Industrial   |
| 2013/14            | Atlético Arteixo          | CF Noia                     | SD Sarriana        | SD Nogueira de Ramuín | Marcón Atlético      |
| 2014/15            | UD Paiosaco-Hierros       | SD Villestro                | Club Lemos         | Monterrei CF          | USD O Grove          |
| 2015/16            | Betanzos CF               | Soneira SD                  | Atlético Escairón  | SD Nogueira de Ramuín | Erizana CF           |
| 2016/17            | Boimorto CF               | CF Dumbría                  | SDC Residencia     | SD Bande              | Campo Lameiro CD     |
| 2017/18            | At. Coruña Montañeros     | SD Agolada                  | SD Sarriana        | CD Velle              | SD Amanecer          |
| 2018/19            | Galicia de Mugardos       | Sigüeiro CF                 | Club Lemos         | Atlético Arnoia       | Portonovo SD         |
| 2019/20            | Victoria CF               | SD O Pino                   | Atlético Escairón  | Verín CF              | Umia CF              |
| 2020/21            | *****                     | *****                       | *****              | *****                 | *****                |
| 2021/22            | SDC Órdenes               | CD Unión                    | Portomarín FC      | Antela FC             | Moraña CF            |
| 2022/23            | AD Miño                   | Cidade de Ribeira CF        | CD Castro          | CD Allariz            | CD Moaña             |

*****: No se disputó por la pandemia de Covid-19.